# Abdul Raziq
Pour les articles homonymes, voir Raziq.
 (mai 2024).
La mise en forme du texte ne suit pas les recommandations de Wikipédia : il faut le « wikifier ».
Les points d'amélioration suivants sont les cas les plus fréquents. Le détail des points à revoir est peut-être précisé sur la page de discussion.
- Les titres sont pré-formatés par le logiciel. Ils ne sont ni en capitales, ni en gras.
- Le texte ne doit pas être écrit en capitales (les noms de famille non plus), ni en gras, ni en italique, ni en « petit »…
- Le gras n'est utilisé que pour surligner le titre de l'article dans l'introduction, une seule fois.
- L'italique est rarement utilisé : mots en langue étrangère, titres d'œuvres, noms de bateaux, etc.
- Les citations ne sont pas en italique mais en corps de texte normal. Elles sont entourées par des guillemets français : « et ».
- Les listes à puces sont à éviter, des paragraphes rédigés étant largement préférés. Les tableaux sont à réserver à la présentation de données structurées (résultats, etc.).
- Les appels de note de bas de page (petits chiffres en exposant, introduits par l'outil «  Source ») sont à placer entre la fin de phrase et le point final[comme ça].
- Les liens internes (vers d'autres articles de Wikipédia) sont à choisir avec parcimonie. Créez des liens vers des articles approfondissant le sujet. Les termes génériques sans rapport avec le sujet sont à éviter, ainsi que les répétitions de liens vers un même terme.
- Les liens externes sont à placer uniquement dans une section « Liens externes », à la fin de l'article. Ces liens sont à choisir avec parcimonie suivant les règles définies. Si un lien sert de source à l'article, son insertion dans le texte est à faire par les notes de bas de page.
- La présentation des références doit suivre les conventions bibliographiques. Il est recommandé d'utiliser les modèles {{Ouvrage}}, {{Chapitre}}, {{Article}}, {{Lien web}} et/ou {{Bibliographie}}. Le mode d'édition visuel peut mettre en forme automatiquement les références.
- Insérer une infobox (cadre d'informations à droite) n'est pas obligatoire pour parachever la mise en page.

Pour une aide détaillée, merci de consulter Aide:Wikification.
Si vous pensez que ces points ont été résolus, vous pouvez retirer ce bandeau et améliorer la mise en forme d'un autre article.
 (mai 2024).
Abdul Raziq Achakzai, également appelé le général Raziq (pachto : عبدالرازق اڅکزی ; dari : عبدالرازق اچکزی), était le chef de la police de la province de Kandahar, né en 1979 et mort le 18 octobre 2018,,. Fin 2001, Achakzai est devenu membre des forces de Gul Agha Sherzai auxquelles les talibans s'étaient rendus après l' invasion américaine de l'Afghanistan. Achakzai était considéré comme l’un des hommes les plus puissants d’Afghanistan au cours des dernières années de sa vie.

## Biographie
Abdul Raziq Achakzai est né en 1979 dans la ville de Spin Boldak, province de Kandahar, où il a grandi. Il était membre de la tribu pachtoune des Achakzai, et de la sous-tribu Adozai. Il émigre au Pakistan avec sa famille après que les talibans ont pris le contrôle de l'Afghanistan en 1994,. Les talibans issus de la tribu rival Noorzai ont tué son père et son oncle lorsqu'ils ont pris le contrôle de Spin Boldak et pendu l'oncle de Raziq à un canon de char. Cela l'a amené plus tard à chercher à se venger des Noorzai et des talibans. Il est retourné en Afghanistan à l'automne 2001 et est devenu membre des combattants fidèles à Gul Agha Sherzai.
En novembre 2001, Achakzai a rejoint les forces anti-talibans dirigées par Sherzai et Fida Mohammad. Au lieu de combats, une transition pacifique du pouvoir a eu lieu à Kandahar entre les talibans et l’autre groupe. Bien qu'il soit inconnu en 2001, il est progressivement devenu commandant de la police des frontières afghane à la frontière afghane entre Kandahar et la province pakistanaise du Baloutchistan.
Après avoir survécu à plusieurs tentatives d'assassinat, il est tué par un garde du corps du gouverneur de la province dans l'enceinte du gouverneur à Kandahar,. Achakzai a été remplacé par son frère, Tadeen Khan, qui n'a aucune expérience militaire. La nomination de Tadeen est le résultat de fortes pressions exercées par de puissants anciens de la tribu qui ont fait pression sur le gouvernement afghan pour qu'il néglige son manque d'expérience et de formation.
Après sa mort, le gouvernement afghan commença la construction d'un grand mausolée dédié à Achakzai. Celui-ci est muré avant son achèvement à la suite de la victoire des Talibans.
Achakzai n'est jamais allé à l'école et il avait trois femmes,.

## Violations des droits de l'homme
Achakzai aurait commis de nombreuses violations des droits de l'homme, notamment des exécutions extrajudiciaires, des disparitions forcées et des actes de torture dans la province de Kandahar,,,,,. En 2017, le comité des Nations Unies sur la torture a souhaité qu'Achakzai soit poursuivi pour des allégations de torture et de disparitions forcées. Le comité a également déclaré qu'Achakzai « dirigeait des centres de détention secrets » où les gens étaient torturés. Achakzai a nié toutes les allégations portées contre lui par le comité de l'ONU.
Outre les organisations internationales, les habitants de Kandahar l'ont également accusé d'être impliqué dans des violations des droits de l'homme. Certains responsables provinciaux ont exprimé leur soulagement à la suite de sa mort. Un membre du parlement a déclaré que la province de Kandahar était devenue moins violente après celle-ci,.
L'ancien président afghan Hamid Karzai et d'autres alliés puissants ont refusé de poursuivre Achakzai pendant de nombreuses années, invoquant le manque de preuves crédibles,.
En août 2011, l'armée américaine a interdit le transfert de détenus aux autorités afghanes de Kandahar. L'armée a déclaré qu'elle enquêtait sur des informations faisant état de mauvais traitements infligés à des prisonniers par des chefs de la police provinciale, car elle avait reçu des « allégations crédibles » selon lesquelles des détenus seraient maltraités pendant leur détention par Achakzai. Son porte-parole, le colonel Gary Kolb, a déclaré que les États-Unis ne remettraient pas les détenus aux responsables afghans tant qu'ils ne seraient pas sûrs qu'il n'y avait aucun problème.
Une enquête sur les documents du gouvernement afghan et les « registres cachés » par The New York Times publiée en mai 2024 a indiqué que des agents de la police d'Achakzai « ont enlevé des centaines, voire des milliers » d'Afghans pour les « tuer ou les torturer » dans les « prisons secrètes » d'Achakzai. En utilisant uniquement des preuves corroborées par au moins deux personnes (y compris souvent des témoins oculaires), le journal a recensé « 368 cas de disparitions forcées » et des dizaines d'exécutions extrajudiciaires attribuées aux forces d'Achakzai. Selon le Times, le ressentiment contre l'abus de pouvoir d'Achakzai parmi la population locale de Kandahar était si grand qu'il a contribué à les retourner contre le gouvernement afghan et en faveur des talibans.

## Accusations de trafic de drogue et de corruption
Achakzai a également été accusé d'être impliqué dans des affaires de trafic de stupéfiants et de corruption,,,. Les responsables américains ont reconnu devant les membres du Congrès qu'Achakzai avait gagné des millions en pots-de-vin de tous les camions qui passent par le poste-frontière de Spin Boldak. De même le brigadier général  canadien Jonathan Vance, ancien commandant des forces dirigées par l'OTAN, a reconnu qu'Achakzai était directement impliqué dans le trafic de drogue,.
Matthieu Aikins, dans son article d'enquête paru dans Harper's Magazine, a déclaré qu'Achakzai gagnait entre 5 et 6 millions de dollars chaque mois grâce au trafic de drogue.
Le gouvernement afghan ne recevait qu'un cinquième des recettes douanières attendues du passage de Spin Boldak,. Raziq a conservé le contrôle total du passage de Spin Boldak jusqu'à sa mort.
Il est devenu extrêmement riche grâce à son contrôle sur la province et sur les postes frontières importants. Il a également passé du temps à Dubaï et s'est beaucoup impliqué dans le commerce des chevaux. Il avait également des entreprises à l'étranger,.